# Mahiari
Mahiari är en ort i Indien.   Den ligger i distriktet Haora och delstaten Västbengalen, i den östra delen av landet, 1 300 km sydost om huvudstaden New Delhi. Mahiari ligger 10 meter över havet och antalet invånare är 17 051.
Terrängen runt Mahiari är mycket platt. Runt Mahiari är det mycket tätbefolkat, med 8 045 invånare per kvadratkilometer. Närmaste större samhälle är Calcutta, 13,4 km öster om Mahiari. Trakten runt Mahiari består till största delen av jordbruksmark.